# Browning Ross
Browning Ross (Harris Browning „Brownie“ Ross; * 26. April 1924 in Woodbury, New Jersey; † 27. April 1998 ebenda) war ein US-amerikanischer Mittelstrecken-, Langstrecken- und Hindernisläufer.
In der Woodbury Junior-Senior High School wurde 1943 Ross Jugendmeister von New Jersey über eine Meile. Er wurde jedoch direkt nach der Highschool eingezogen und diente in der United States Navy. Als er 1946 entlassen wurde, bekam er ein Leistungssportstipendum an der Villanova University und trainierte fortan bei Jumbo Elliott. Ross gewann in der Folge sowohl in der Halle, als auch beim Crosslauf und auf der Straße. Er sich 1948 und 1952 für die Olympischen Spiele über 3000 m Hindernis. Hier lief er auch amerikanischen Rekord. Bei den Olympischen Spielen 1948 in London wurde er Siebter über 3000 m Hindernis. Anschließend blieb er in Europa und beteiligte sich vor allem in Irland an Straßen- und Crossrennen. Durch ihn entstand die Verbindung der Villanova University nach Irland. Von dort wurden in den nächsten Jahrzehnten die besten Mittel- und Langstreckler für Villanova importiert.
1951 siegte er bei den Panamerikanischen Spielen in Buenos Aires über 1500 m und gewann Silber über 3000 m Hindernis. Über 5000 m wurde er Vierter. Im Jahr darauf schied er bei den Olympischen Spielen 1952 in Helsinki über 3000 m Hindernis im Vorlauf aus.
Je zweimal wurde er US-Meister im 15-km- (1954, 1955) und im 25-km-Straßenlauf (1952, 1955), dreimal im 30-km-Straßenlauf (1952, 1954, 1955) und einmal im Crosslauf (1950). 1948 holte er für die Villanova University startend den NCAA-Titel über 3000 m Hindernis. 1956 kam er beim Boston-Marathon auf den 13. Platz.
1956 gründete er das Long Distance Log, die erste Zeitschrift in den USA, die sich ausschließlich dem Langstreckenlauf widmete. Er begann nun auch als Trainer zu arbeiten, nämlich bei Woodrow Wilson High School, Gloucester Catholic High School und der Rutgers University. Da er als Trainer nicht länger Amateur sein konnte, beendete er seine aktive Karriere. 1958 wurde er der erste Präsident des Road Runners Club of America (RRCA). 1971 wurde er in die Hall of Fame des RCAA aufgenommen.

## Persönliche Bestzeiten
- 1 Meile (Halle): 4:13,7 min, 3. Januar 1948, Washington, D.C.
- 5000 m: 15:11,5 min, 1. März 1951, Buenos Aires
- 10.000 m: 31:03,5 min, 20. Juni 1952, Long Beach
- Marathon: 2:31:38 h, 19. April 1956, Boston
- 3000 m Hindernis: 9:08,3 min, 28. Juni 1952, Los Angeles